# Scaun electric

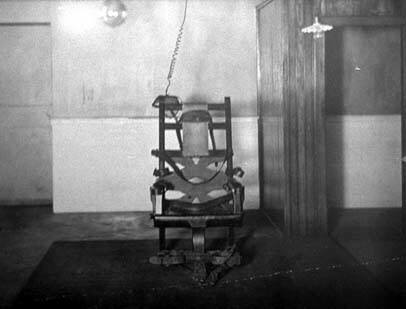
Primul scaun electric, pe care a fost executat William Kemmler la 6 august 1890

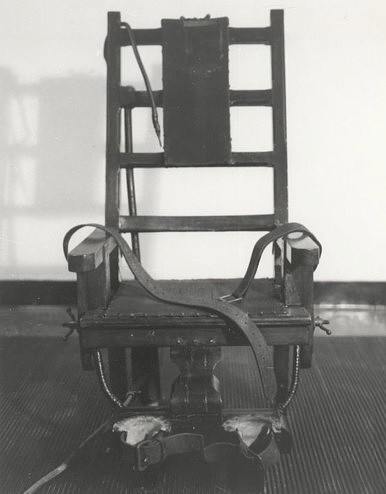
Scaunul electric Old Sparky de la fosta închisoare Sing-Sing

Scaunul electric este un dispozitiv ce permite executarea condamnaților la moarte prin electrocutare. A fost inventat de dentistul Harold P. Brown în urma unui angajament cu Thomas Alva Edison care i-a cerut să studieze dacă electricitatea poate fi folosită în execuții. 
Apariția scaunului electric este considerată o continuare a cercetărilor privind folosirea electroșocurilor în electroterapia psihiatrică.

## Mod de utilizare
Pentru execuție, condamnatul, care a primit pedeapsa cu moartea, este legat de scaun cu brățări de metal, iar pe cap i se pune un burete ud și o cască metalică. Electrozii sunt plasați la cap și la picioare, pentru a se crea un circuit închis. La o execuție, condamnatul este conectat de două ori la curent. Prima conectare este la o tensiune de 2000 volți timp de 15 secunde, cauzând inconștiența și oprirea inimii. A doua conectare se face la o tensiune moderată, timp în care curentul cauzează dereglări importante ale organelor interne, iar organismul poate ajunge la o temperatură de 59 grade Celsius. 
Prima execuție publică cu scaunul electric a avut loc la 6 august 1890 la New York și s-a sfârșit catastrofal: delincventul a fost prăjit de viu în fața publicului. 

## Primul scaun electric comandat
După această demonstrație din 1890 a „scaunului electric” ca metodă de execuție, împăratul Abisiniei (vechea denumire a Etiopiei) Menelik al II-lea a comandat de la inventator primul scaun electric. După livrare a constatat că în Abisinia lipsea ceva esențial: curentul electric. Prin urmare, împăratul a folosit scaunul electric ca tron imperial.